# آبشار آنا روبی
آبشار آنا روبی (به انگلیسی: Anna Ruby Falls) آبشاری است که در جورجیا، ایالات متحده آمریکا واقع شده و ارتفاع کلی ریزشگاه آن ۴۷ متر است.

## نگارخانه

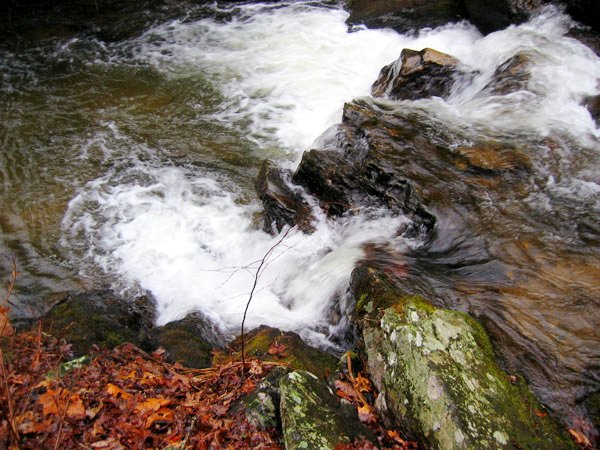
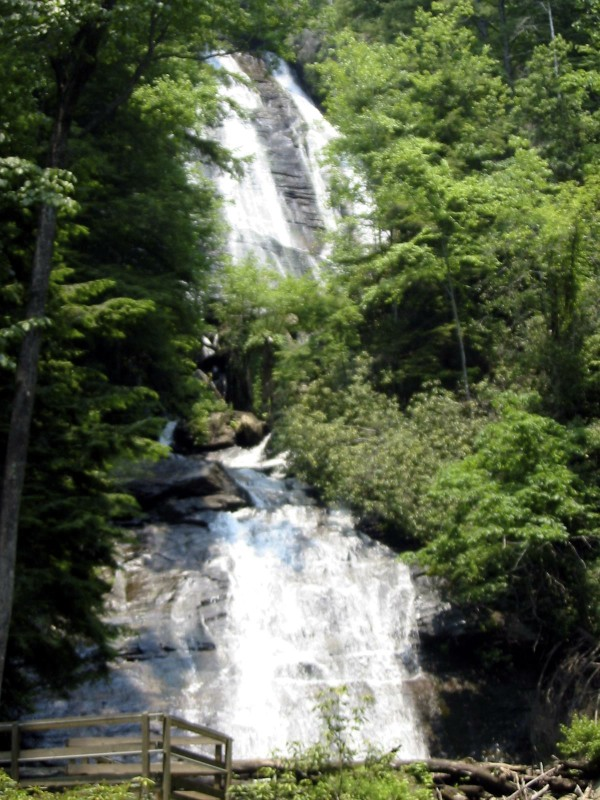
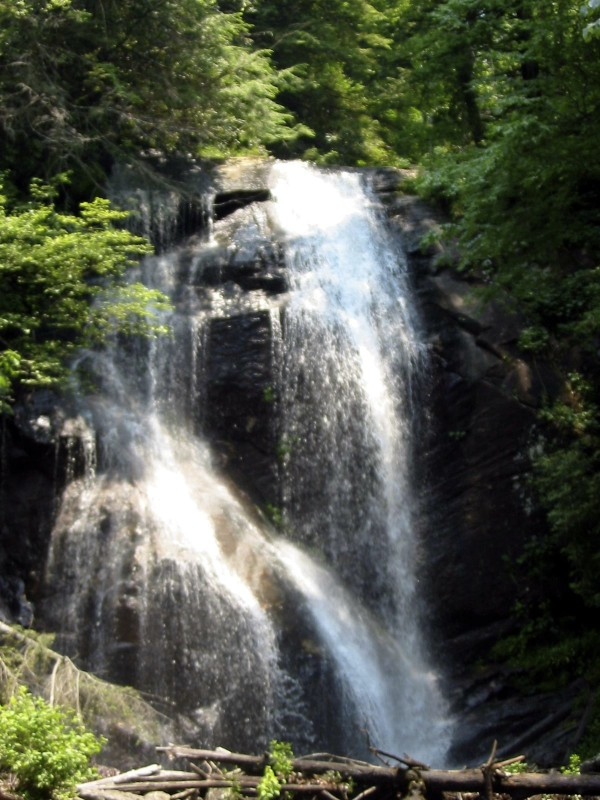